# Populisme

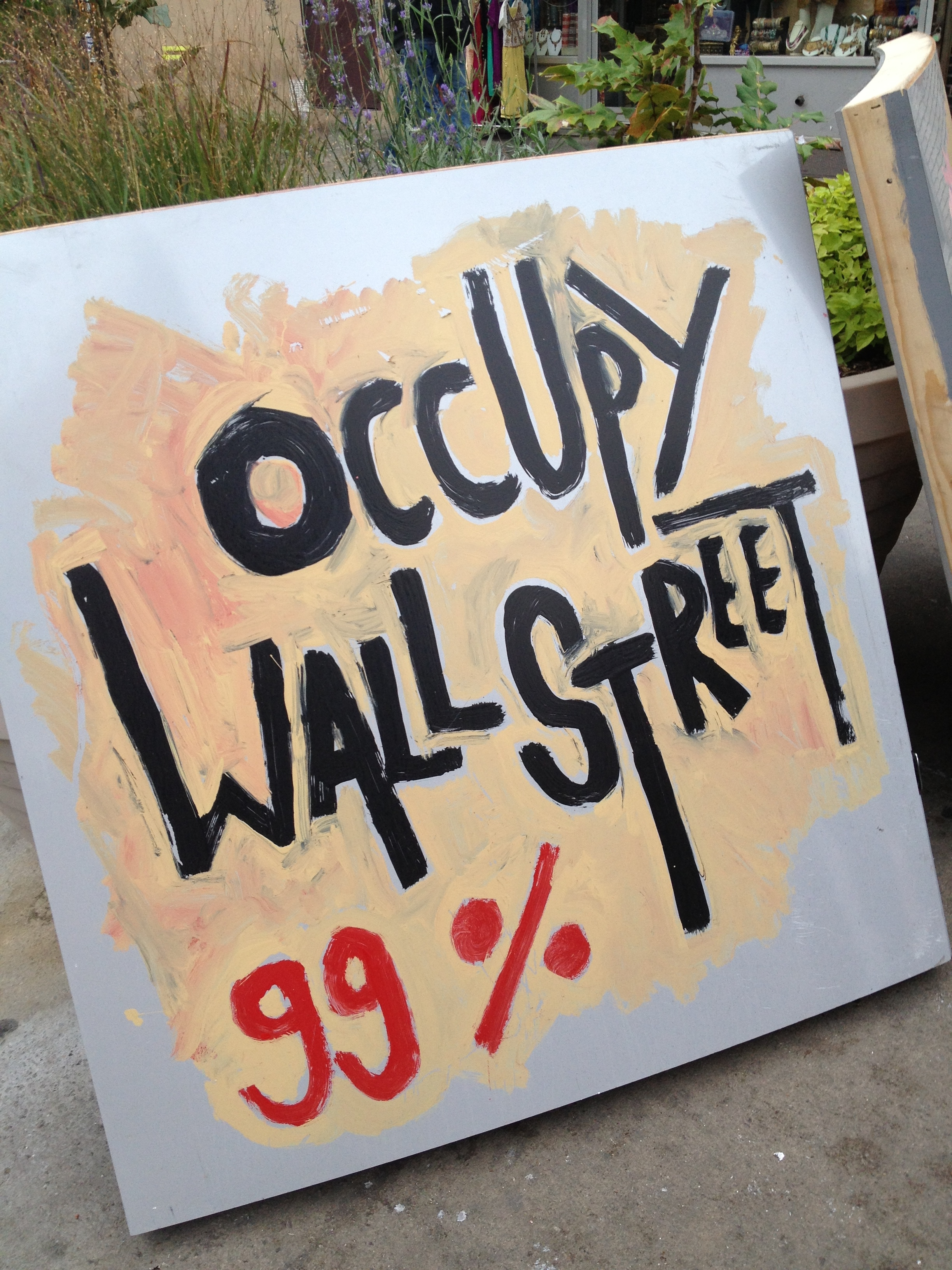
Amb la seva retòrica del "99%" (el poble) contra l'"1%" (l'elit), el moviment Occupy Wall Street va ser un exemple de moviment social populista d'esquerres.

Tal com el defineix el Diagrama de Nolan, el populisme (i totalitarisme) se situa a la part inferior esquerra.

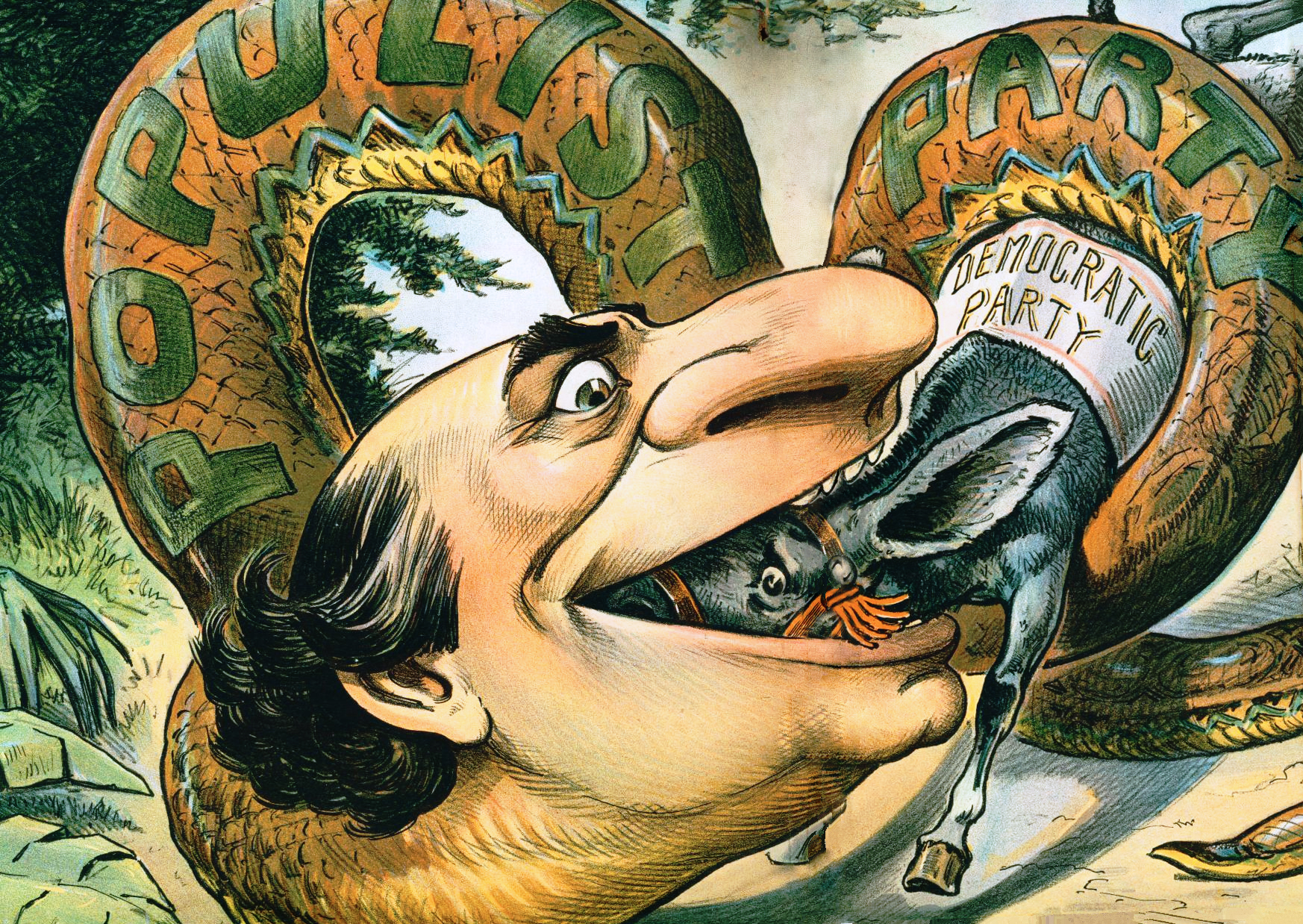
Una caricatura del 1896 en la qual William Jennings Bryan, un partidari decidit del populisme, ha estat empassant el símbol del Partit Demòcrata dels Estats Units

El populisme és un terme polític imprecís per designar posicions ideològiques heterogènies, fetes de «promeses a la ciutadania tenint la certesa que no es podran complir». Es destaquen per la seva aversió discursiva a les elits econòmiques, científiques i intel·lectuals, el seu rebuig dels partits tradicionals, la seva denúncia de l'egoisme per part de les classes privilegiades i la seva constant apel·lació al «poble» com a font del poder i un vague «sentit comú» com criteri superior als arguments científics. Es consideren «enllà de les ideologies que totes han fracassat». En un discurs populista els èxits s'expliquen com un resultat de les «virtuts del poble». Els problemes i fracassos, al contrari, són atribuïts als vicis dels «altres».
Segons el vent de l'època els «altres» poden ser el poble veí, els forasters, els infidels, els refugiats, un grup ètnic diferent, una minoria, els aturats, etc. És una forma d'antiintel·lectualisme que prefereix explicacions simples «que el poble entén» al discurs complex de tècnics o de polítics «tradicionals». Es troba en molts llocs del món en moltes formes, puix que la seva forma s'adapta a les sensibilitats locals. El terme és vist com a despectiu en el sentit d'aprofitament a través de la manipulació de les aspiracions del poble per obtenir un benefici.
Si dir a la gent el que vol escoltar és una eina retòrica inherent a la política i a la publicitat, els populistes, per manca de línia ideològica, fan servir exclusivament la demagògia en els seus texts, missatges i discursos.
En un partit tradicional sempre hi ha més o menys clara una línia ideològica subjacent i uns principis que es canvien només de mica en mica. En canvi, un partit populista pot canviar d'un dia per l'altre segons què cregui que vol sentir el poble, o el mateix dia segons l'auditori, sigui per exemple un grup d'empresaris o de treballadors. Compten amb la capacitat d'oblit de la plebs i que un missatge que faci molt de soroll avui esborrarà el missatge contradictori d'ahir. «L'ambigüitat doctrinal traspassa les barreres ideològiques i sociològiques, estableix uns enemics fàcilment detectables i planteja solucions fàcils a problemes complexos».
Segons l'investigador Adam Majó, més que partits populistes i altres que no ho són, el que hi ha són partits més o menys populistes en la mesura que reuneixen un seguit de característiques: respostes senzilles a problemes complexos, l'apel·lació del poble enfront de les elits, els lideratges carismàtics, la identificació d'un culpable fàcil o la utilització de teories de la conspiració.

## Altres significacions

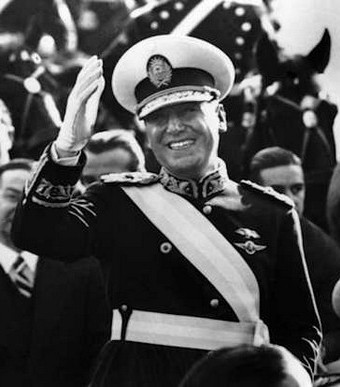
El peronisme del president argentí Juan Perón ha estat considerat un moviment populista.

El terme «populisme» s'utilitza amb accepcions diferents. La connotació despectiva del terme és força recent. A la segona meitat del segle xix servia per traduir el rus naródnik, populistes, el primer gran moviment en contra el tsarisme. El Diccionari català-valencià-balear només menciona la paraula amb el sentit d'«escola literària que prefereix motius i formes populars, com en el teatre populista».
En el sentit polític també fins fa poc era utilitzat de manera més neutra, per referir-se als corrents que volien defensar els interessos populars. La definició d'aquest poble pot ser molt diferent segons que es tracti de populisme de dretes o d'esquerres, amb cadascú els seus criteris de qui fa part del poble o no (descendència, raça, lloc de naixement, classe social, llengua…). De vegades, hi ha molta ambigüitat: el poble pot ser el tot, o només la gent senzilla o els sectors més desatesos. Altres l'utilitzen amb el sentit de tornar el poder a les masses populars, davant les elits.
A l'excepció de dos partits dels Estats Units que van prendre el nom de Populist Party (1896-1908 i 1984-1996), i alguns altres partits efímers, cap partit no s'autodefineix com a populista.